# Sainte-Souline

Sainte-Souline este o comună în departamentul Charente, Franța. În 1 ianuarie 2022 avea o populație de 116 de locuitori.